# Crocidura abscondita
Crocidura abscondita — вид ссавців родини Soricidae. Це ендемік острова Ява в Індонезії.

## Поширення й середовище проживання
Він ендемічний для району гори Геде-Пангранго, стратовулкану з подвійною вершиною, розташованого на Західній Яві, Індонезія. Вважається, що мешкає в гірських і субальпійських лісах.

## Опис
Це вид Crocidura середнього розміру із загальною довжиною ± 161,8 мм, хвостом ± 88,3 мм і вагою ± 7,5 мм. Його шерсть сіра біля основи волосків, з коричневими кінчиками на спині та сірими кінчиками на животі.

## Спосіб життя
Існує небагато інформації про екологію цього виду.